# Apolemiidae
Famille
Les Apolemiidae sont une famille de siphonophores (hydrozoaires coloniaux pélagiques).

## Liste des genres
Selon World Register of Marine Species (13 avril 2016), la famille Apolemiidae comprend le genre suivant :
- genre Apolemia Eschscholtz, 1829